# Distretto di Raman
Il distretto di Raman (in thailandese: รามัน) è un distretto (amphoe) della Thailandia, situato nella provincia di Yala.